# Cuchnący oddech
Cuchnący oddech, halitoza (łac. halitosis, foetor ex ore) – medyczny termin określający odczuwanie nieprzyjemnego zapachu wyczuwalnego w trakcie wydychania powietrza.
Pierwsze pisane wzmianki o tej przykrej dolegliwości pochodzą z Księgi Hioba (Hi 19,17):
żonie mój oddech niemiły

## Klasyfikacja nieprzyjemnego zapachu z ust
W trakcie diagnostyki nieprzyjemnego zapachu z ust należy pamiętać o istniejącej klasyfikacji:
- cuchnący oddech (halitoza) rzeczywisty (fizjologiczny, patologiczny)
- oddech pseudocuchnący (pseudo-halitoza)
- halitofobia

## Przyczyny
Najczęściej bo w ok. 90% przypadków przyczyna przykrego oddechu leży w obrębie jamy ustnej:
- brak lub niska higiena jamy ustnej
- choroby zębów, np. próchnica, zgorzel miazgi
- bakteryjne zapalenie dziąseł i przyzębia (paradontoza)
- grzybica jamy ustnej
- nalot na tylnej części języka
- owrzodzenia i przetoki
- zaleganie resztek pokarmowych pod protezami zębowymi, porowatość protezy
- zmniejszone wydzielanie śliny (→ kserostomia), również z powodu przyjmowania leków odwadniających
- palenie tytoniu

Inne przyczyny to:
- przewlekłe stany zapalne układu oddechowego i górnego odcinka przewodu pokarmowego
  - zapalenie języka i jamy ustnej
  - przewlekłe zapalenie zatok przynosowych
  - przewlekłe zapalenie oskrzeli
  - przewlekłe zapalenie migdałków
  - czopy migdałkowe (kamienie migdałkowe)
  - zapalenie błony śluzowej żołądka związane (lub nie) z infekcją Helicobacter pylori
- choroby nowotworowe układu oddechowego i górnego odcinka przewodu pokarmowego przebiegające z martwicą i rozpadem tkanek
  - rak krtani
  - rak płuca
  - rak przełyku
  - rak żołądka
- refluks żołądkowo-przełykowy
- choroby metaboliczne
- mocznica
- ketonemia w przebiegu głodu lub cukrzycy (zapach acetonu z ust)
- uchyłki przełyku
- niewydolność wątroby (zobacz też: fetor hepaticus)
- niektóre pokarmy, np. czosnek, cebula

## Diagnostyka
- Organoleptyczna metoda pomiaru halitozy. Test polega na ocenie zapachu końcówki plastikowej rurki lub łyżki poprzednio włożonej do ust pacjenta. Najczęściej stosowana jest skala Rosenberga (0 do 5, gdzie 0 to brak zapachu; 1 – ledwo zauważalny zapach; 2 – lekki, ale wyraźnie wyczuwalny zapach; 3 – umiarkowany zapach; 4 – silny zapach; 5 – wyjątkowo nieprzyjemny zapach). Test ten polega na subiektywnej ocenie zapachu przez osobę badającą pacjenta. Szacowany poziom wiarygodności wynosi około 83%.
- Chromatografia gazowa. Jest metodą preferowaną, jeśli wymagane są dokładne pomiary określonych gazów.
- W badaniu nieprzyjemnego zapachu z ust może być wykorzystywany halimetr – urządzenie z czujnikiem elektrochemicznym, który generuje sygnał po ekspozycji na działanie związków siarki.
- W ostatnim czasie opisywano zastosowanie kwestionariuszy, pozwalających z jednej strony ocenić pogorszenie jakości życia, spowodowanych halitozą, zaś z drugiej – skuteczność zastosowanego leczenia (HALT, SF-36 test, QOLQ).
- Inne testy stosowane w diagnostyce nieprzyjemnego zapachu z ust, takie jak: BANA test [N-benzoilo-dL-arginino-2-naftylo-amid], czujniki chemiczne, test inkubacji śliny, kwantyfikacja aktywności ß-galaktozydazy, monitorowanie stężenia amoniaku oraz reakcja łańcuchowa polimerazy (PCR-RT), znajdują się jeszcze w trakcie badań naukowych, służących do określenia ich wartości praktycznej.

Omówione metody identyfikacji i monitoringu nieprzyjemnego zapachu z ust nie pozwalają na rozpoznanie przyczyny halitozy.

## Leczenie
Obowiązuje leczenie przyczynowe, gdyż foetor ex ore jest tylko objawem, więc likwidacja pierwotnej przyczyny prowadzi do ustąpienia objawu. Z ogólnych zaleceń należy pamiętać o rygorystycznej higienie jamy ustnej, polegającej na częstym myciu zębów (zwłaszcza po każdym posiłku) oraz usuwaniu nalotu z języka. Pewne złagodzenie objawów może przynieść również rezygnacja ze spożywania słodkich pokarmów oraz stosowanie gum lub cukierków o smaku miętowym. Powinno się spożywać więcej pokarmów twardych, o działaniu oczyszczającym zęby, np. marchew, jabłko, seler, twaróg.
Celem odkażenia jamy ustnej można stosować płukanki z roztworu wody utlenionej i wody w stosunku 1:10 (nie wolno połykać) lub środków odkażających, np. kwasu bornego, bądź wodnego roztworu boraksu.